# Communauté rurale de Dianké Souf
La communauté rurale de Dianké Souf est une communauté rurale du Sénégal située au centre du pays. 
Elle fait partie de l'arrondissement de Sagna, du département de Malem Hodar et de la région de Kaffrine.